# Flora Ameaçada do Rio Grande do Sul
A Lista de Espécies da Flora Ameaçadas de Extinção do Estado do Rio Grande do Sul possui 600 espécies ameaçadas distribuídas nas seguintes categorias:
- Regionalmente Extinto RE: o último representante de espécie já morreu.
- Provavelmente Extinto PE: Supõe-se que o último representante de espécie já morreu.
- Crítica ou criticamente ameaçada CR: sofre risco extremamente alto de extinção num futuro próximo.
- Em perigo EN: sofre risco muito alto de extinção num futuro próximo.
- Vulnerável VU: sofre alto risco de extinção a médio prazo.

## Criação
A elaboração da Lista contou com a participação de 33 especialistas de 14 instituições. A lista foi criada em 17 de dezembro de 2002 em reunião do Conselho Estadual do Meio Ambiente (Consema), na sede da Fundação Zoobotânica do Rio Grande do Sul, em Porto Alegre , através do Decreto estadual nº 42.099 de 31 de dezembro de 2002 .

## Exemplos
- ANGIOSPERMAE
  - ARECACEAE     
    - Butia capitata (Mart.) Becc. - Categoria: EN
    - Butia eriospatha (Mart.) Becc. - Categoria: EN 
    - Butia paraguariensis (Barb. Rodr.) C.H.Bailey - Categoria: EN
    - Euterpe edulis Mart. - Categoria: EN
    - Geonoma gamiova Barb. Rodr. - Categoria: CR
    - Geonoma schottiana Mart. - Categoria: CR
    - Trithrinax brasiliensis Mart. - Categoria: EN
- GYMNOSPERMAE     
  - ARAUCARIACEAE     
    - Araucaria angustifolia (Bert.) O.Ktze. - Categoria: VU

  - EPHEDRACEAE     
    - Ephedra tweediana Fish. & C. A. Mey. - Categoria: EN

  - PODOCARPACEAE     
    - Podocarpus sellowii Klotzsch - Categoria: CR
- PTERIDOPHYTA     
  - DICKSONIACEAE     
    - Dicksonia sellowiana Hook. - Categoria: VU